# Белов, Леонид Александрович
Леонид Александрович Белов (род. 15 мая 1947, Рига) — российский политический деятель. Член Совета Федерации России от Нижегородской области (с июня 2006 по июнь 2011).

## Биография
Леонид Белов родился 15 мая 1947 года в городе Риге Латвийской ССР. В 1970 году окончил Латвийский государственный университет им. Петра Стучки.

### Военная служба
Сразу после окончания университета в 1970 году был призван в Советскую армию. До 1980 успел побывать заместителем командира роты, помощником начальника политотдела, заместителем начальника политотдела в ряде воинских частей.

### Преподавательская карьера
Ещё во время службы в армии окончил в 1979 году Военно-политическую академию им. Ленина. С 1983 по 1986 год был преподавателем кафедры марксизма-ленинизма Академии им. Жуковского, старшим преподавателем кафедры общественных наук. Кандидат философских наук, доцент.

### Политическая карьера
В 1990 году откомандирован Минобороны в комиссию Моссовета по работе советов и развитию самоуправления. Тогда же избрался депутатом Моссовета. С 1991 года — заместитель председателя Моссовета. В июле 1992 года создал депутатскую группу «За конструктивное взаимодействие», ставившую целью прекратить конфронтацию депутатов и мэрии Москвы. В 1993 году Леонид Белов стал главой департамента по делам печати и информации правительства Москвы. С 1996 года возглавлял сначала отдел, а затем управление вице-мэра Москвы Валерия Шанцева.
Валерий Шанцев в августе 2005 года стал главой Нижегородской области. Белов как «правая рука» последовал вслед за ним, и был назначен одним из шести заместителей и главой аппарата губернатора и правительства области. В начале мая 2006 года Валерий Шанцев сообщил, что внесёт кандидатуру Леонида Белова на рассмотрение законодательного собрания Нижегородской области для наделения полномочиями представителя правительства в Совете Федерации РФ. Этому предшествовало отклонение губернатором кандидатуры действующего сенатора Дмитрия Беднякова, рекомендованного спикером СФ Сергеем Мироновым. По результатам тайного голосования 25 мая Леонид Белов получил поддержку 31 из 42 депутатов, пришедших на заседание. 23 июня Совет Федерации утвердил кандидатуру Леонида Белова на должность представителя законодательного собрания Нижегородской области.
В Совете Федерации Леонид Белов с июня 2006 по февраль 2007 года был членом комитета по вопросам местного самоуправления, с ноября 2006 — член комиссии по информационной политике, с февраля по апрель 2007 года — член комитета по конституционному законодательству, с апреля 2007 – заместитель председателя комитета по конституционному законодательству.
23 июня 2011 года новый состав законодательного собрания утвердил новым представителем в Совете Федарации Александра Вайнберга, до того заместителя спикера заксобрания и в прошлом гитариста «Любэ».

## Награды
Валерий Шнякин награждён рядом наград СССР и России:
- Орден Почёта[2]
- Медаль «За боевые заслуги»[2]
- Медаль «За безупречную службу» II и III степени[2]
- Медаль «В память 850-летия Москвы»[2]
- Юбилейная медаль «70 лет Вооружённых Сил СССР»[2]

Также награждён почётной грамотой Совета Федерации.

## Семья
Леонид Белов женат, есть дочь и трое внуков. 